# コクヨS&T
コクヨS&T株式会社（KOKUYO S&T Co., Ltd.）は、かつて存在したコクヨの連結子会社。コクヨが持株会社制をとった時期に、主にステーショナリー（文具）関連商品事業を行っていた企業である。
社名の「S&T」は、Solutions & Technologies の略である。

## 沿革
- 2004年（平成16年）10月 - コクヨグループが持株会社制へ移行。コクヨが新設分割を行い、コクヨS&T株式会社を設立。
- 2005年（平成17年）11月 - コクヨインターナショナル株式会社との共同出資で、コクヨベトナム株式会社を設立。
- 2006年（平成18年）
  - 11月 - コクヨベトナム株式会社が第一期工事を竣工、稼動開始。新業態店のセレクトショップ「リフラーレン」を、ららぽーと柏の葉にオープン。
  - 12月 -「平成18年度バリアフリー化推進功労者表彰　内閣総理大臣表彰」を受賞。
- 2015年10月 - コクヨ株式会社が吸収合併し、解散。

## 事業内容
- 紙製品（ノート、伝票、ファイル等）、文房具（金属文具、筆記具等）、PC関連用品（インクジェットプリンタ用紙、マウス等）の製造・仕入れ及び販売
- 文書・情報等、ドキュメント管理のトータルソリューション。

## 主な商品
- ノート - Campusノート、ドット入り罫線ノート、 小学生用キャンパスノート（用途別）、カバーノート〈SYSTEMIC〉、スマホ対応ノート〈CamiApp〉など
- ファイル - チューブファイル、フラットファイル、クリヤーブック〈ノビータ〉など
- プリンタ用紙、レーザーポインタなど
- ハサミ〈エアロフィット〉、 針なしステープラー〈ハリナックス〉、テープのり〈ドットライナー〉、プリットスティックのり、

　消しゴム〈カドケシ〉、コクヨのえほん、ひらめきブロック〈Wammy〉など

## 子会社
- 株式会社コクヨ工業滋賀（滋賀県愛知郡愛荘町）
- 株式会社コクヨMVP[1]  （鳥取県鳥取市）
- 石見紙工業株式会社（島根県鹿足郡津和野町）
- コクヨサプライロジスティックス株式会社（大阪市東成区）
- 国誉商業（上海）有限公司[2]（中国・上海市）
- コクヨベトナムCo.,Ltd.（ベトナム・ハイフォン市）
- コクヨベトナムトレーディングCo.,Ltd.（ベトナム・ハイフォン市）
- コクヨカムリンリミテッド（インド・ムンバイ市）
- コクヨ-IK（タイランド）（タイ・サムットプラーカーン県）
- 索創物流（上海）有限公司（中国・上海市）